# La máscara del hombre de la nariz rota
La máscara del hombre de la nariz rota es una escultura de Auguste Rodin creada entre los años 1863 y 1864, fue aprobada por el Salón de París en 1875 y es considerada como el primer trabajo relevante del autor, en él, representó a la vida y no a la gracia que regía a la plástica académica de la época.

## Historia de la obra
Durante el año 1863 Rodin rentó un establo que acondicionó como estudio, donde trabajó este modelo inspirado en las facciones de un trabajador muy conocido en su vecindario, “Bibi”. Según Rainer Maria Rilke tenía delante un hombre sentado tranquilamente y una cara tranquila. Era la cara de un hombre vivo y cuando la exploró estaba llena de agitación y de desorden. En el curso de las líneas había movimiento; lo había en la inclinación de los planos, las sombras se agitaban como en el sueño, la luz parecía pasar con dulzura delante de la frente.
El busto que sostenía el primer modelo de esta obra en yeso se perdió en el invierno de 1864, así que Rodin decidió exhibirla en el Salón de París de 1865 como una máscara y la tituló Retrato de M.***. La obra fue rechazada por los espectadores al mostrar a un hombre con la nariz rota y con facciones pronunciadas, en esa época era considerado un rostro desagradable para el común de la gente. Posteriormente, en 1880, realizó un segundo modelo de bronce, el cual se exhibe en el Museo Soumaya de la Ciudad de México. 

## Descripción e Influencia
La obra se realizó en bronce con pátina negra, café obscuro y verde con medidas de base 12.5 x 15.1 x 15.3 cm y en la base la firma Rodin.
A pesar de verse influenciado por la obra de Louvre, la máscara denota una fidelidad al estilo contorneado característico de Rodin, además de profundos surcos y un gesto severo. Esta obra fue crucial en el desarrollo de la estética escultórica del autor.

Según palabras del propio Rodin: 
Esa máscara determinó todo mi trabajo futuro; es la primera pieza de modelado que hice. Desde entonces he tratado de ver mi obra desde todos los puntos de vista y dibujarla bien en cada uno de sus aspectos. Esa máscara ha estado en mi mente en todo lo que he hecho. 
Sus retratos posteriores poseen una singularidad en vida e individualismo, esto se debe en buena medida a que el artista permaneció fiel al principio del modelo de contornos.